# المكتب الفيدرالي السويسري للطبوغرافيا

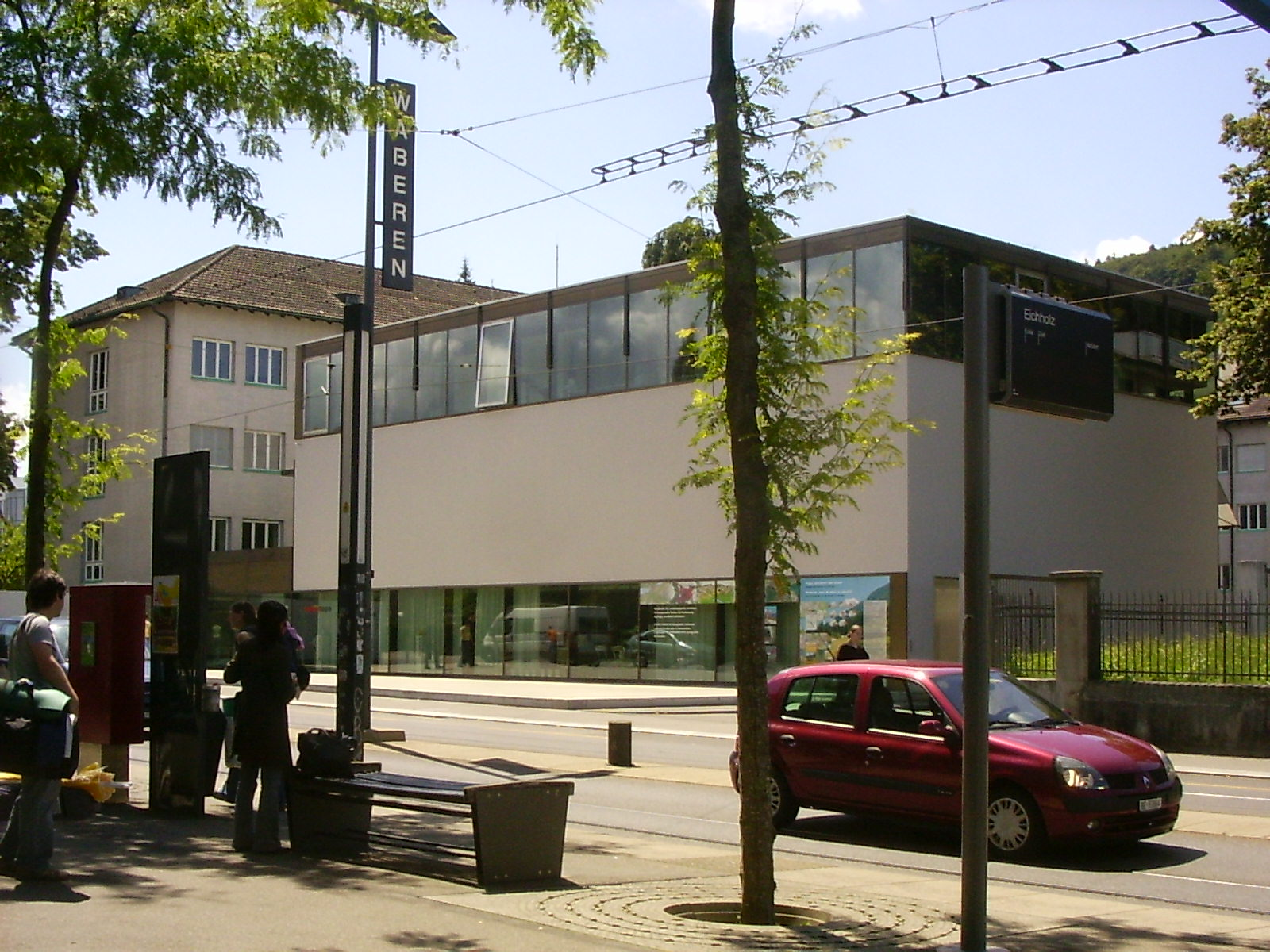

المكتب الفيدرالي السويسري للطبوغرافيا (بالإنجليزية: Swisstopo)‏ وهو الاسم الرسمي لـ (بالإنجليزية: Swiss Federal Office of Topography)‏ هو الوكالة الوطنية لرسم الخرائط في سويسرا. يعمل بشكل رئيسي على إنتاج الخرائط الطبوغرافية لسويسرا وفق سبع مقايس، وهي تشتهر بدقتها وجودتها.

## روابط خارجية
- الموقع الرسمي (بالإنجليزية)